# Arquidiocese de Rabaul
A Arquidiocese de Rabaul (Archidiœcesis Rabaulensis) é uma circunscrição eclesiástica da Igreja Católica situada em Kokopo, Papua-Nova Guiné. Seu atual arcebispo é Rochus Josef Tatamai, M.S.C.. Sua Sé é a Catedral do Sagrado Coração de Jesus de Kokopo.
Possui 47 paróquias servidas por 65 padres, contando com 361 440 habitantes, com 43,9% da população jurisdicionada batizada (158 670 batizados).

## História
O vicariato apostólico da Melanésia foi erigido em 19 de julho de 1844 com o breve Ex debito do Papa Gregório XVI, obtendo o território da divisão da Vicariato Apostólico da Oceania Ocidental, que também deu origem ao Vicariato Apostólico da Micronésia. O vicariato apostólico incluía Nova Guiné, Ilhas Salomão e o arquipélago de Bismarck. A evangelização dessas terras foi inicialmente confiada aos missionários Marianistas. No entanto, após o assassinato do primeiro vigário Jean Baptiste Epalle e outros missionários maristas, e a morte do segundo vigário Jean Georges Collomb por febre, a missão foi paralisada.
O padre Paolo Reina foi nomeado prefeito apostólico da Melanésia e Micronésia em 11 de janeiro de 1852. As dificuldades na missão e a falta de força forçaram Reina a sair em 1858 para Hong Kong, onde morreu em 14 de março de 1861. De fato, o vicariato permaneceu sem missionários e sem postos missionários desde a partida de Reina, deixando assim o vicariato apostólico vago até 1887; o cuidado pastoral era apenas nominalmente exercido pelo Vicariato Apostólico da Oceania Central (hoje diocese de Tonga).
Em 10 de maio de 1889, com o breve Ut catholica fides do Papa Leão XIII, as missões naquela região do Pacífico foram reorganizadas da seguinte forma: o vicariato apostólico da Melanésia cedeu as ilhas Salomão e o arquipélago de Bismarck ao vicariato apostólico da Micronésia, que tomou seu nome Vicariato Apostólico da Nova Bretanha e o vicariato apostólico da Melanésia assumiu o novo nome de Vicariato Apostólico da Nova Guiné (atual arquidiocese de Port Moresby).
Em 8 de dezembro de 1890, assumiu o nome de Vicariato Apostólico da Nova Pomerânia.
Em 24 de fevereiro de 1896, 28 de junho e 27 de julho de 1897, ele cedeu partes de seu território para o benefício da ereção, respectivamente, da Prefeitura Apostólica das Terras do Imperador Guilherme (atual Arquidiocese de Madang), do vicariado apostólico das Ilhas Gilbert (hoje diocese de Tarawa e Nauru) e da prefeitura apostólica das Ilhas Salomão britânicas (hoje arquidiocese de Honiara).
Em 14 de novembro de 1922, recebeu o nome de Vicariato Apostólico de Rabaul como resultado do decreto Post exstincum da Congregação da Propaganda Fide.
Em Rakunai, Peter To Rot foi martirizado em 7 de julho de 1945, um catequista que defendia o casamento e a família cristã. Em 17 de janeiro 1995 ele se tornou o primeiro papuásio beatificado. A cerimônia de beatificação presidida por João Paulo II deveria ter ocorrido em Rabaul, mas a destruição da cidade alguns meses antes levou à mudança para Port Moresby.
Em 5 de julho de 1957, cedeu outra parte do território para o benefício da ereção do vicariato apostólico de Kavieng (hoje diocese).
Em 15 de novembro de 1966, o vicariato apostólico foi elevado à categoria de arquidiocese metropolitana com a bula Laeta incrementa do Papa Paulo VI.
Em 19 de setembro de 1994, Rabaul foi destruída pela erupção de dois vulcões, assim a sé arquiepiscopal em 1997 foi trasladada para Kokopo.
Em 4 de julho de 2003 cedeu outra parte do seu território para a ereção da Diocese de Kimbe.

## Prelados
- Jean Baptiste Epalle, S.M. † (1844 - 1845)
- Jean Georges Collomb, S.M. † (1846 - 1848)
  - Sede vacante (1848-1887)
- Louis-André Navarre, M.S.C. † (1887 - 1889)
- Stanislas Henri Verjus, M.S.C. † (1889)
- Louis Couppé, M.S.C. † (1889 - 1923)
- Gerard Vesters, M.S.C. † (1923 - 1938)
- Leo Isidore Scharmach, M.S.C. † (1939 - 1962)
- Johannes Höhne, M.S.C. † (1963 - 1978)
- Albert-Leo Bundervoet, M.S.C. † (1980 - 1989)
- Karl Hesse, M.S.C. (1990 - 2011)
- Francesco Panfilo, S.D.B. (2011 - 2020)
- Rochus Josef Tatamai, M.S.C. (desde 2020)